# Dylan Hoogerwerf
Dylan Hoogerwerf (Delft, 9 agosto 1995) è un pattinatore di short track olandese.

## Biografia
Si è formato studiando Graphic Design presso il Friesland College di Heerenveen. Ha iniziato a praticare short track all'età di nove anni. È allenato da Jeroen Otter.
Ai campionati europei di Torino 2017 ha vinto la medaglia d'oro nella staffetta 5.000 metri, con i compagni Itzhak de Laat, Sjinkie Knegt e Daan Breeuwsma.
Ha rappresentato i Paesi Bassi ai Giochi olimpici invernali di Pyeongchang 2018 gareggiando nel concorso dei 500 metri, dove si è classificato undicesimo. È stato convocato per gareggiare nella staffetta 5000 metri, ma non è sceso in pista.

## Palmarès
- Campionati europei di short track

Torino 2017: oro nella staffetta 5000 m; argento nei 500 m.
Dresda 2018: oro nella staffetta 5000 m.
Debrecen 2020: argento nella staffetta 5000 m.